# ۱۸۶۲
سال ۱۸۶۲ (هزار و هشتصد و شصت و دو) میلادی، سالی از دهه ۱۸۶۰ در سده ۱۹ میلادی بود.

## رویدادها
- ازدواج لئو تولستوی نویسنده روسی تبار.

## زادروزها
- ۲۳ ژانویه داوید هیلبرت، ریاضیدان نامی آلمانی.
- ۷ ژوئن فیلیپ لنارت فیزیک‌دان مجار و برنده جایزه فیزیک نوبل.
- ۲۴ ژانویه – ادیت وارتون، نویسنده آمریکایی (د. ۱۹۳۷)
- ۲۹ ژانویه – فردریک دلیوس، آهنگساز بریتانیایی (د. ۱۹۳۴)
- ۷ فوریه – برنارد میبک، معمار و استاد دانشگاه آمریکایی (د. ۱۹۵۷)
- ۲ آوریل – نیکولاس موری باتلر، سیاست‌مدار و فیلسوف آمریکایی (د. ۱۹۴۷)
- ۶ آوریل – ژرژ دارین، نویسنده فرانسوی (د. ۱۹۲۱)
- ۱۵ مه – آرتور شنیتسلر، نویسنده اتریشی (د. ۱۹۳۱)
- ۲۷ ژوئن – می ایروین، بازیگر و خواننده کانادایی (د. ۱۹۳۸)
- ۱۴ ژوئیه – گوستاو کلیمت، نقاش اتریشی (د. ۱۹۱۸)
- ۲۲ اوت – کلود دبوسی، طراح رقص، پیانیست، و آهنگساز فرانسوی
- ۱۱ سپتامبر – او. هنری، نویسنده آمریکایی (د. ۱۹۱۰)

## مرگ‌ها
- ۱۸ ژانویه – جان تایلر، سیاست‌مدار آمریکایی (ز. ۱۷۹۰)
- ۶ مه – هنری دیوید ثورو، نویسنده و شاعر آمریکایی (ز. ۱۸۱۷)
- ۲۴ ژوئیه – مارتین ون بورن، سیاست‌مدار، وکیل، و دیپلمات آمریکایی (ز. ۱۷۸۲)
- ۱۳ نوامبر – لودویگ اولاند، زبان‌شناس، نویسنده، شاعر، و سیاست‌مدار آلمانی (ز. ۱۷۸۷)